# Loureiro (Peso da Régua)
Loureiro es una freguesia portuguesa del concelho de Peso da Régua, con 5,12 km² de superficie y 1.452 habitantes (2001). Su densidad de población es de 283,6 hab/km².